# WTA Japan Open Tennis Championships
Japan Open Tennis Championships,  oficiálně Kinoshita Group Japan Open, je profesionální tenisový turnaj žen hraný v japonské Ósace. Na okruhu WTA Tour byl založen v roce 2009 po ukončení ženské poloviny tokijského Japan Open. Z Ósaky se přestěhoval do Tokia (2015–2017) a Hirošimy (2018–2019), aby se do ni po tříleté absenci na okruhu opět vrátil. Dějištěm je Ucuboské tenisové centrum obsahující dvorce s tvrdým povrchem. V roce 2023 se poprvé konal v kategorii WTA 250, jejíž součástí se stal v sezóně 2021. 

## Historie
Japan Open Tennis Championships se odehrává na okruhu WTA Tour v zářijovém termínu na úvod podzimní asijské sezóny. Ženský turnaj vznikl  v roce 2009 jako HP Japan Women's Open, s názvem generálního partnera Hewlett-Packard, po zániku ženské poloviny společného turnaje Japan Open v Tokiu, konaného do sezóny 2008 v kategorii Tier III. V ósackém Tenisovém centru Ucubo se stal součástí nově založené kategorie  WTA International. 

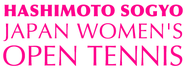
Logo turnaje v roce 2016

V roce 2015 se turnaj přestěhoval do tokijského Tenisového parku Ariake. Kvůli celkové rekonstrukci areálu pro letní olympiádu 2020 byl roku 2018 přemístěn do Hirošimy. V jejím městském areálu Regional Park Tennis Stadium proběhly dva ročníky. V letech 2020 a 2021 se neuskutečnil kvůli pandemii covidu-19 a v roce 2022 pro nedostatek finančního zajištění. Obnoven byl v sezóně 2023, kdy se vrátil do původního dějiště, Ucuboského tenisového centra v Ósace. Titulárním partnerem se stala japonská společnost Kinoshita Group působící od roku 1990 ve sportovním a zábavním průmyslu. Japan Women's Open se tak  přejmenoval na Japan Open Tennis Championships. Sjednotil tím název s tokijským turnajem mužů Japan Open Tennis Championships, který převzala stejná obchodní skupina.
Ročník 2010 přinesl součtem věků finalistek „nejstarší finále“ v historii WTA Tour. 33letá Thajka Tamarine Tanasugarnová v něm zdolala 40letou japonskou veteránku Kimiko Dateovou. V roce 2012 se Heather Watsonová stala první britskou vítězkou dvouhry na okruhu WTA Tour od triumfu krajanky Sary Gomerové v červenci 1998 v kalifornském Aptosu.
Nejvyšší počet tří singlových titulů získala Australanka Samantha Stosurová. První japonskou šampionkou se stala Kimiko Dateová, která s čínskou spoluhráčkou Čang Šuaj vyhrála čtyřhru v roce 2011. Nao Hibinová  pak jako první Japonka ovládla v roce 2019 dvouhru. Soutěže dvouhry se účastní třicet dva singlistek a do čtyřhry nastupuje šestnáct párů.

## Vývoj názvu turnaje
- 2009–2013:	HP Japan Women's Open Tennis
- 2014–2015: Japan Women's Open Tennis
- 2016: Hashimoto Sogyo Japan Women's Open Tennis
- 2017: Japan Women's Open Tennis
- 2018–2019: Hana-cupid Japan Women's Open Tennis
- 2023: Kinoshita Group Japan Open Tennis Championships
- od 2024: Kinoshita Group Japan Open

## Přehled finále

### Dvouhra
| Místo    | rok                          | vítězka                          | finalistka                       | výsledek                         |
| -------- | ---------------------------- | -------------------------------- | -------------------------------- | -------------------------------- |
| Ósaka    | 2009                         | Samantha Stosurová               | Francesca Schiavoneová           | 7–5, 6–1                         |
| Ósaka    | 2010                         | Tamarine Tanasugarnová           | Kimiko Dateová                   | 7–5, 6–7(4–7), 6–1               |
| Ósaka    | 2011                         | Marion Bartoliová                | Samantha Stosurová               | 6–3, 6–1                         |
| Ósaka    | 2012                         | Heather Watsonová                | Čang Kchaj-čen                   | 7–5, 5–7, 7–6(7–4)               |
| Ósaka    | 2013                         | Samantha Stosurová (2)           | Eugenie Bouchardová              | 3–6, 7–5, 6–2                    |
| Ósaka    | 2014                         | Samantha Stosurová (3)           | Zarina Dijasová                  | 7–6(9–7), 6–3                    |
| Tokio    | 2015                         | Yanina Wickmayerová              | Magda Linetteová                 | 4–6, 6–3, 6–3                    |
| Tokio    | 2016                         | Christina McHaleová              | Kateřina Siniaková               | 3–6, 6–4, 6–4                    |
| Tokio    | 2017                         | Zarina Dijasová                  | Miju Katová                      | 6–2, 7–5                         |
| Hirošima | 2018                         | Sie Šu-wej                       | Amanda Anisimovová               | 6–2, 6–2                         |
| Hirošima | 2019                         | Nao Hibinová                     | Misaki Doiová                    | 6–3, 6–2                         |
|          | 2020                         | nehráno kvůli pandemii covidu-19 | nehráno kvůli pandemii covidu-19 | nehráno kvůli pandemii covidu-19 |
| 2021     |                              | nehráno kvůli pandemii covidu-19 | nehráno kvůli pandemii covidu-19 | nehráno kvůli pandemii covidu-19 |
| 2022     | nehráno kvůli finanční krizi | nehráno kvůli finanční krizi     | nehráno kvůli finanční krizi     |                                  |
| Ósaka    | 2023                         | Ashlyn Kruegerová                | Ču Lin                           | 6–3, 7–6(8–6)                    |
| Ósaka    | 2024                         | Suzan Lamensová                  | Kimberly Birrellová              | 6–0, 6–4                         |

### Čtyřhra
| Místo    | rok                             | vítězky                                   | finalistky                              | výsledek                            |
| -------- | ------------------------------- | ----------------------------------------- | --------------------------------------- | ----------------------------------- |
| Ósaka    | 2009                            | Čuang Ťia-žung Lisa Raymondová            | Chanelle Scheepersová Abigail Spearsová | 6–2, 6–4                            |
| Ósaka    | 2010                            | Čang Kchaj-čen Lilia Osterlohová          | Šúko Aojamová Rika Fudžiwarová          | 6–0, 6–3                            |
| Ósaka    | 2011                            | Kimiko Dateová Čang Šuaj                  | Vania Kingová Jaroslava Švedovová       | 7–5, 3–6, [11–9]                    |
| Ósaka    | 2012                            | Raquel Kopsová-Jonesová Abigail Spearsová | Kimiko Dateová Heather Watsonová        | 6–1, 6–4                            |
| Ósaka    | 2013                            | Kristina Mladenovicová Flavia Pennettaová | Samantha Stosurová Čang Šuaj            | 6–4, 6–3                            |
| Ósaka    | 2014                            | Šúko Aojamová Renata Voráčová             | Lara Arruabarrenová Tatjana Mariová     | 6–1, 6–2                            |
| Tokio    | 2015                            | Čan Chao-čching Čan Jung-žan              | Misaki Doiová Kurumi Naraová            | 6–1, 6–2                            |
| Tokio    | 2016                            | Šúko Aojamová (2) Makoto Ninomijová       | Jocelyn Raeová Anna Smithová            | 6–3, 6–3                            |
| Tokio    | 2017                            | Šúko Aojamová (3) Jang Čao-süan           | Monique Adamczaková Storm Sandersová    | 6–0, 2–6, [10–5]                    |
| Hirošima | 2018                            | Eri Hozumiová Čang Šuaj                   | Miju Katová Makoto Ninomijová           | 6–2, 6–4                            |
| Hirošima | 2019                            | Misaki Doiová Nao Hibinová                | Christina McHaleová Valeria Savinychová | 3–6, 6–4, [10–4]                    |
|          | 2020                            | nehrálo se kvůli pandemii covidu-19       | nehrálo se kvůli pandemii covidu-19     | nehrálo se kvůli pandemii covidu-19 |
| 2021     |                                 | nehrálo se kvůli pandemii covidu-19       | nehrálo se kvůli pandemii covidu-19     | nehrálo se kvůli pandemii covidu-19 |
| 2022     | nehrálo se kvůli finanční krizi | nehrálo se kvůli finanční krizi           | nehrálo se kvůli finanční krizi         |                                     |
| Ósaka    | 2023                            | Anna-Lena Friedsamová Nadija Kičenoková   | Anna Kalinská Julia Putincevová         | 7–6(7–3), 6–3                       |
| Ósaka    | 2024                            | Ena Šibaharaová Laura Siegemundová        | Cristina Bucșová Monica Niculescuová    | 3–6, 6–2, [10–2]                    |